# Casa al carrer Girona, 24 (Sant Pere Pescador)
La Casa al carrer Girona, 24 és una obra de Sant Pere Pescador (Alt Empordà) inclosa a l'Inventari del Patrimoni Arquitectònic de Catalunya.

## Descripció
Situada dins del nucli urbà de la població de Sant Pere Pescador, al nord de l'antic recinte medieval de la vila, però relativament propera a aquest.
Edifici de planta rectangular, format per dos cossos adossats, amb jardí lateral. El cos principal té la coberta de dues vessants i dues plantes d'alçada. Destaca el portal d'arc de mig punt adovellat i la balconera emmarcada amb carreus de pedra del pis. La construcció és bastida amb pedra de diverses mides i morter, amb algunes refeccions amb maons.

## Història
En el nucli antic de Sant Pere Pescador hi ha algunes cases dels segles XVI, XVII i XVIII amb interessants elements arquitectònics. Amb l'acabament de les guerres remences la vila de Sant Pere Pescador s'expandí més enllà del nucli fortificat al centre, on hi havia l'església i la casa Caramany, sobretot vers migdia on es formà un extens barri entre la muralla i el riu. L'habitatge del carrer Girona 24 respon a una construcció de diverses èpoques amb restes del segle xvi, com la portalada.